# Still Alive and Well
Still Alive and Well je studiové album Johnny Wintera. Album vyšlo v březnu 1973 u Columbia Records a produkoval ho Rick Derringer.

## Seznam skladeb
| Pořadí         | Název               | Autor            | Délka |
| -------------- | ------------------- | ---------------- | ----- |
| 1.             | Rock Me Baby        | Broonzy, Crudup  | 3:49  |
| 2.             | Can't You Feel It   | Hertman          | 3:01  |
| 3.             | Cheap Tequila       | Derringer        | 4:05  |
| 4.             | All Tore Down       | J. Crane         | 4:30  |
| 5.             | Rock & Roll         | Winter           | 4:43  |
| 6.             | Silver Train        | Jagger, Richards | 3:35  |
| 7.             | Ain't Nothing To Me | E. Dunbar        | 3:06  |
| 8.             | Still Alive & Well  | Derringer        | 3:43  |
| 9.             | Too Much Seconal    | Winter           | 4:22  |
| 10.            | Let It Bleed        | Jagger, Richards | 4:10  |
| Celková délka: | Celková délka:      | Celková délka:   | 39:04 |

## Sestava
- Johnny Winter - kytara, harmonika, mandolína, zpěv
- Rick Derringer - kytara
- Randy Jo Hobbs - baskytara
- Richard Hughes - perkuse
- Mark Klingman - piáno
- Todd Rundgren - klávesy
- Jeremy Steig - flétna